# Justyna Świętyová-Erseticová
Justyna Święty-Ersetic (* 3. prosince 1992 Ratiboř) je polská sprinterka, Olympijská vítězka a vicemistryně světa, se specializací na 400 metrů a 4 × 400 m.

## Kariéra
Startovala v štafetě na 4 × 400 m na letních olympijských hrách 2012 a 2016 . Získala bronzovou medaili na Mistrovství světa v roce 2017 na 4 × 400 m. Na Mistrovství Evropy v roce 2018 v Berlíně získala individuální zlato na 400 m.
Její osobní nejlepší výkony na 400 m jsou 50,41 sekundy venku (Berlín 2018) a 51,78 sekundy v hale (Toruń 2018). Na mistrovství světa v Dauhá získala spolu se štafetou 4 × 400 m stříbrnou medaili.
Na evropském halovém šampionátu v roce 2017 byla členkou vítězné polské štafety na 4 × 400 metrů. Stejného úspěchu dosáhla v březnu 2019 na halovém mistrovství Evropy v Glasgow.
Na Olympijských hrách v Tokiu získala spolu se štafetou 4 × 400 m MIX zlatou medaili v ustavujícím olympijském rekordu 3:09,87.

## Osobní život
V září 2017 se provdala za polského zápasníka Dawida Ersetice.